# Адам, Йожеф
Йожеф Адам (венг. Ádám József, 24 января 1950, Кочер, Пешт — 29 декабря 2022) — венгерский учёный-геодезист, действительный член Венгерской академии наук (2004). Лауреат премии Сечени, профессор университета. Известный исследователь высшей геодезии и космической геодезии.

## Биография
Родился в 1950 году в селе Кочер Пештского уезда. Уже в детстве увлёкся геодезией, его заинтересовали геодезический пункт, находившийся в родном селе, и геодезисты, производящие измерения хитроумными инструментами. С 1960-х годов он много читал об искусственных спутниках Земли, что впоследствии определило его профессиональную деятельность.
Йожеф получил высшее образование в 1968 году, а был принят на работу на строительный факультет Будапештского технологического университета (BME, с 2000 года — Будапештский университет технологий и экономики), где он присоединился к группе исследователей космоса. В 1974 году получил степень бакалавра по специальности землеустроитель, сертифицированный инженер-строитель. В 1977 году защитил докторскую диссертацию.
С 1974 по 1992 год работал сотрудником Космической геодезической обсерватории Института землеустройства и дистанционного зондирования Земли, с 1982 по 1992 год — старший научный сотрудник. В 1992 году был назначен научным руководителем института, через год стал советником, а затем работал в институте на контрактной основе до 1996 года. В это время он сотрудничал также с Будапештским технологическим университетом.
Область его научных интересов — базовые геодезические сети, в том числе применение спутникового позиционирования при создании и уточнении базовых геодезических сетей, вопросы развития глобальных систем отсчета.
В период с 1982 по 1983 год он преподавал по совместительству в BME, доцент. В 1988 году он стал заслуженным доцентом университета, а в 1992 году он был назначен внештатным профессором кафедры геодезии строительного факультета, с 1994 года — штатный профессор университета. С 1995 по 1999 год заведовал этой кафедрой, в 2001 году возглавил кафедру общей и углубленной геодезии.
С 1997 по 2000 год он был стипендиатом профессора Сечени. В 2000 году стал руководителем Исследовательской группы физической геодезии и геодинамики MTA-BME и членом абилитационного комитета и докторского совета BME.
Он работал приглашенным исследователем в нескольких зарубежных научных учреждениях: Штутгартском университете (1985), Университете штата Огайо (1989—1990) и Парижской астрономической обсерватории (1995).
В период с 1989 по 1990 год в Университете штата Огайо, одном из ведущих институтов спутниковых геодезических исследований, он проводил работы по заданию Центра космических полётов имени Годдарда НАСА по возможностям использования измерений космической РСДБ в целях уточнения геодезических систем отсчета. Его исследования включали определение венгерской верхней части геоида, изучением точности и системы отсчета базовых геодезических сетей высокого порядка с использованием космических геодезических данных, а также исследованиями и разработками по применению технологии GPS в базовой сети.
В период с 1992 по 2002 год он был членом Научного совета по космическим исследованиям, а в 1994 году был избран президентом Венгерского национального комитета Международного геодезического и геофизического союза. Он также состоял членом редколлегий научных журналов Acta Geodeatica et Geophysica Hungarica и Geodézia és Cartográfia.
В 1981 году защитил кандидатскую диссертацию по техническим наукам, а в 1991 году — докторскую диссертацию. С 1993 года был членом 10-го Отделения наук о Земле Венгерской академии наук с правом совещательного голоса, в 1985 году стал членом Геодезического научного комитета Венгерской академии наук, в 1997 году — членом Комитета по книжному и журнальному печатанию, а в 1999 году — Комитета по международным связям. В 1998 году избран членом-корреспондентом Венгерской академии наук, а в 2004 году — действительным членом. С 1999 года он был вице-президентом Отделения наук о Земле Венгерской академии наук, а в 2008 году стал её президентом, тем самым вступив в должность президента Венгерской академии наук.
О смерти профессора Йожефа Адама сообщили Будапештский технологический университет и Венгерская академия наук.

## Научные интересы
Областями его исследований были верхняя геодезия и космическая геодезия. Ему принадлежит детальный структурный анализ математико-геодезической модели первых космических РСДБ-измерений. Кроме того, он разработал теоретические основы применения этих измерений с астрометрической, геодезической и геодинамической точек зрения.
Он дал несколько важных определений теоретической формы рельефа (или изображения геоида) для участка земли в Венгрии. Он добился значительных результатов в исследованиях и разработках, связанных с базовым сетевым применением технологии GPS.
Его основная работа «Оценка геодезических параметров по космическим РСДБ-наблюдениям» была опубликована в 1990 году.
Йожеф Адам создал научную школу, приложил немалые усилия по развитию международного сотрудничества в области геодезии. 
Ещё будучи студентом, в 1971 году, он и его коллеги основали Землеустроительный кружок, который явился предшественником Zielinski Szilárd Építőmérnöki Szakkollégium. Адам читал лекции, руководил многими диссертациями и исследованиями TDK. Под его руководством получили учёные степени четыре докторанта. Адам был определяющей фигурой в создании Европейской справочной системы (EUREF). Его ученики также получили международное признание и вели научные исследования в Киото, Мюнхенском техническом университете, Университете штата Огайо и Университете Карлсруэ. На протяжении десятилетий Адам был активным членом международного геодезического сообщества и, будучи членом нескольких международных исследовательских групп IAG, внёс значительный вклад в развитие геодезической науки за последние десятилетия. В 2003—2019 годах состоял членом руководящего комитета Международной геодезической ассоциации (IAG) и председателем Комитета по коммуникации и распространению знаний.